# Anton Lwowitsch Maximow
Anton Lwowitsch Maximow (russisch Максимов Антон Львович; * 29. Juni 1970) ist ein russischer Chemiker und Professor für Petrochemie am Toptschijew-Institut, wo er das Labor 4 für die Chemie der Kohlenwasserstoffe leitet.
Seine Forschungsschwerpunkte sind die Entwicklung von Nanokatalysatoren und deren Einsatz in der Aktivierung, Funktionalisierung und Derivatisierung von gesättigten Kohlenwasserstoffen. Weiterhin ist er Chefredakteur der Fachzeitschriften Petroleum Chemistry und Russian Journal of Applied Chemistry. Außerdem ist er Mitglied der Russischen Akademie der Wissenschaften.
Maximov ist Miterfinder zweier Patente und Autor von über 60 Publikationen.